# 미와정 (후쿠오카현)
미와정(일본어: 三輪町)은 후쿠오카현 중앙부 아사쿠라군에 있던 정이다. 2005년 3월 22일에 야스정과 합병해 지쿠젠정이 되었고, 정사무소는 지쿠젠 정사무소 종합지소가 되었다.

## 역사
- 1889년 4월 1일 - 정촌제 시행에 의해 야스군 오미와촌 구리다촌이 성립하였다.
- 1896년 2월 26일 - 군 통합으로 아사쿠라군에 속하게 되었다.
- 1908년 9월 1일 - 오미와촌 구리다촌이 합병해 미와촌이 성립하였다.
- 1962년 4월 1일 - 정으로 승격해 미와정이 되었다.
- 2005년 3월 22일 - 야스정과 신설합병해 지쿠젠정이 되어 소멸하였다.

## 교통

### 철도
- 아마기 철도 아마기 선

### 도로
- 국도 제386호선
- 국도 제500호선